# Batalla del Boarn
La batalla del Boarn (neerlandés: Slag aan de Boorne, frisón: Slach oan de Boarn) fue un enfrentamiento armado librado en el siglo VIII entre los ejércitos de francos y frisones en las cercanías de la desembocadura del río Boarn, en la actual provincia neerlandesa de Frisia.
En el 734, un ejército franco dirigido por el mayordomo de palacio Carlos Martel invadió Frisia en una campaña que forma parte de una serie de guerras y escaramuzas entre los francos y los frisones. Marchando a lo largo del río Boarn, las tropas francas llegaron a la desembocadura del río, donde fluía en el estuario Bordine o Middelzee. Este estuario sería después reclamado por la agricultura, entre los siglos X y XIV.
Los frisones, comandado por el rey Poppo utilizaron botes para desembarcar sus tropas y sorprender así a los francos. SIn embargo, el ejército frisón fue vencido y su rey muerto. Los francos obtuvieron el control de las tierras frisias al oeste del río Lauwers y los frisones se convirtieron en sus vasallos, además de las tribus que habitaban Frisia oriental, en la presente Alemania.